# Verfassungsgerichtshof (Polen)
Der Verfassungsgerichtshof der Republik Polen (polnisch Trybunał Konstytucyjny) ist ein Staatsorgan, das über die Einhaltung der polnischen Verfassung wacht. Es überprüft Gesetze und andere Rechtsnormen auf ihre Vereinbarkeit mit der Verfassung Polens, urteilt über die Vereinbarkeit der Gesetze mit den ratifizierten völkerrechtlichen Verträgen, über Kompetenzstreitigkeiten zwischen zentralen verfassungsmäßigen Staatsorganen sowie über die Vereinbarkeit von Zielen und Tätigkeiten politischer Parteien mit der Verfassung. Er ist ein Element des politischen Systems der Republik Polen.

## Geschichte

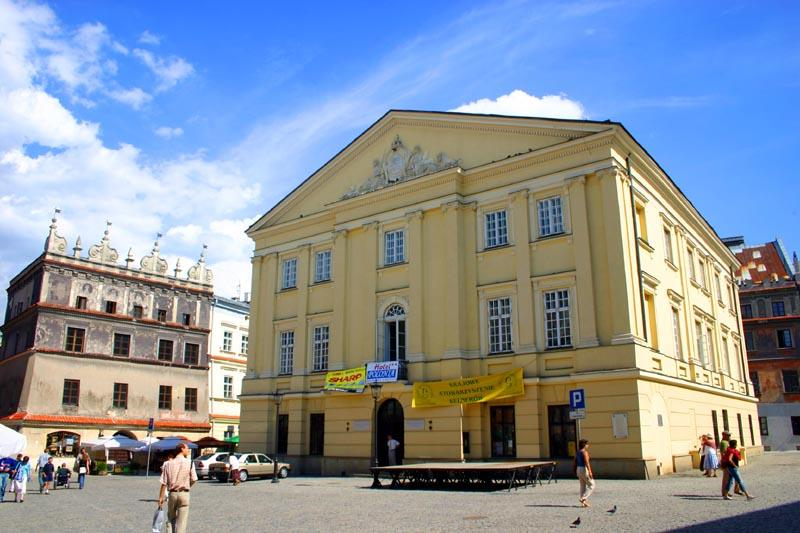
Krontribunal in Lublin

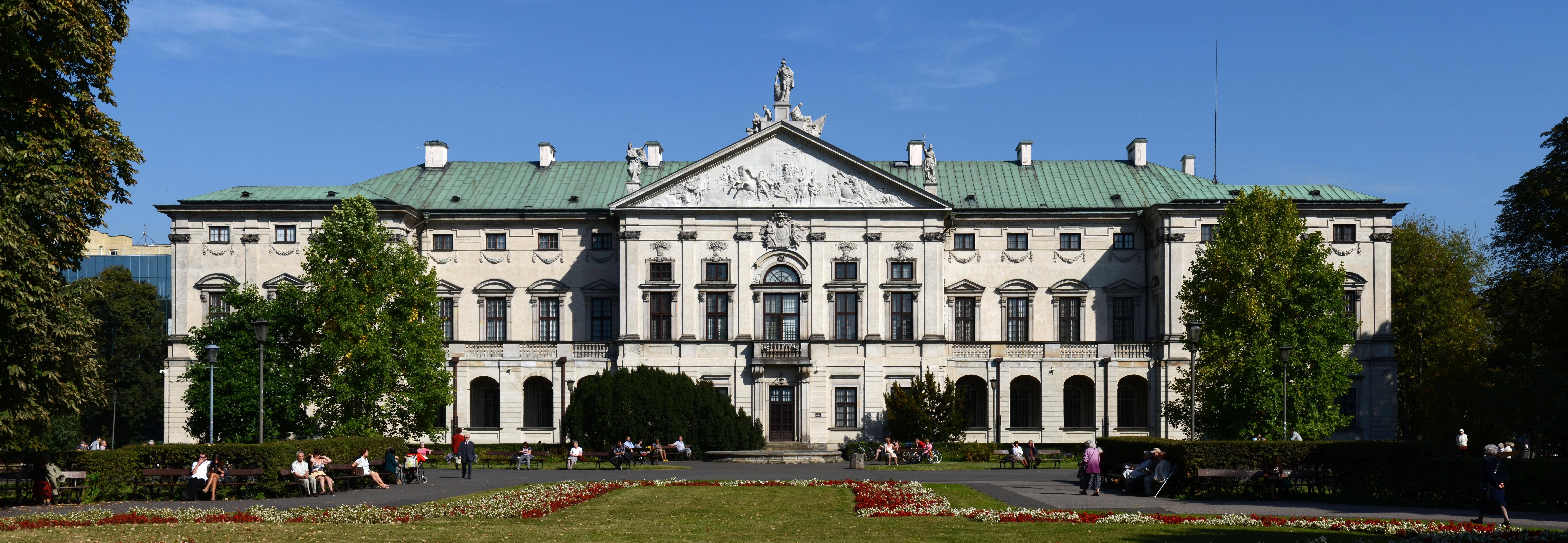
Oberstes Gericht in Warschau

Bis ins Spätmittelalter oblag die höchstrichterliche Rechtsprechung dem polnischen König. Im Zuge der Umwandlung des Staates in eine Adelsrepublik in der Frühen Neuzeit wurde der Monarch in seinen Rechten als oberster Richter beschnitten. Im 16. Jahrhundert wurde das von ihm unabhängige Krontribunal in Lublin und Petrikau als oberstes Gericht in Polen eingesetzt. Für Litauen wurde ein eigenes Krontribunal in Wilno und Grodno gegründet. Das Tribunal blieb bis zur dritten Teilung Polens 1795 bestehen. Seine auf dem Großen Sejm von 1788 bis 1792 beschlossene Reform konnte nicht mehr umgesetzt werden.
Während der Napoleonischen Zeit entstand im Herzogtum Warschau aufgrund der Verfassung von 1807 ein Höchstes Gericht, dass jedoch mit Napoleons Niederlage 1812 von den russischen Besatzern aufgelöst wurde.
Noch während des Ersten Weltkriegs wurde 1917 das Oberste Gericht in Warschau gegründet. Mit der Märzverfassung von 1921 kam auch ein Kompetenzgerichtshof, der Verfassungsstreitigkeiten zwischen Verfassungsorganen regelte, hinzu.
Die kommunistische Verfassung von 1952 sah jedoch keine eigene Verfassungsgerichtsbarkeit mehr vor. Der bis heute bestehende Verfassungsgerichtshof wurde erst 1986 neugegründet.
Das Parlament hat im März 2024 dem Verfassungsgericht die Legitimität abgesprochen, sodass Polens Bildungsministerin Barbara Nowacka 2025 von „eine[r] Gruppe, die sich als Gericht ausgibt“, sprach.

## Rechtsgrundlage

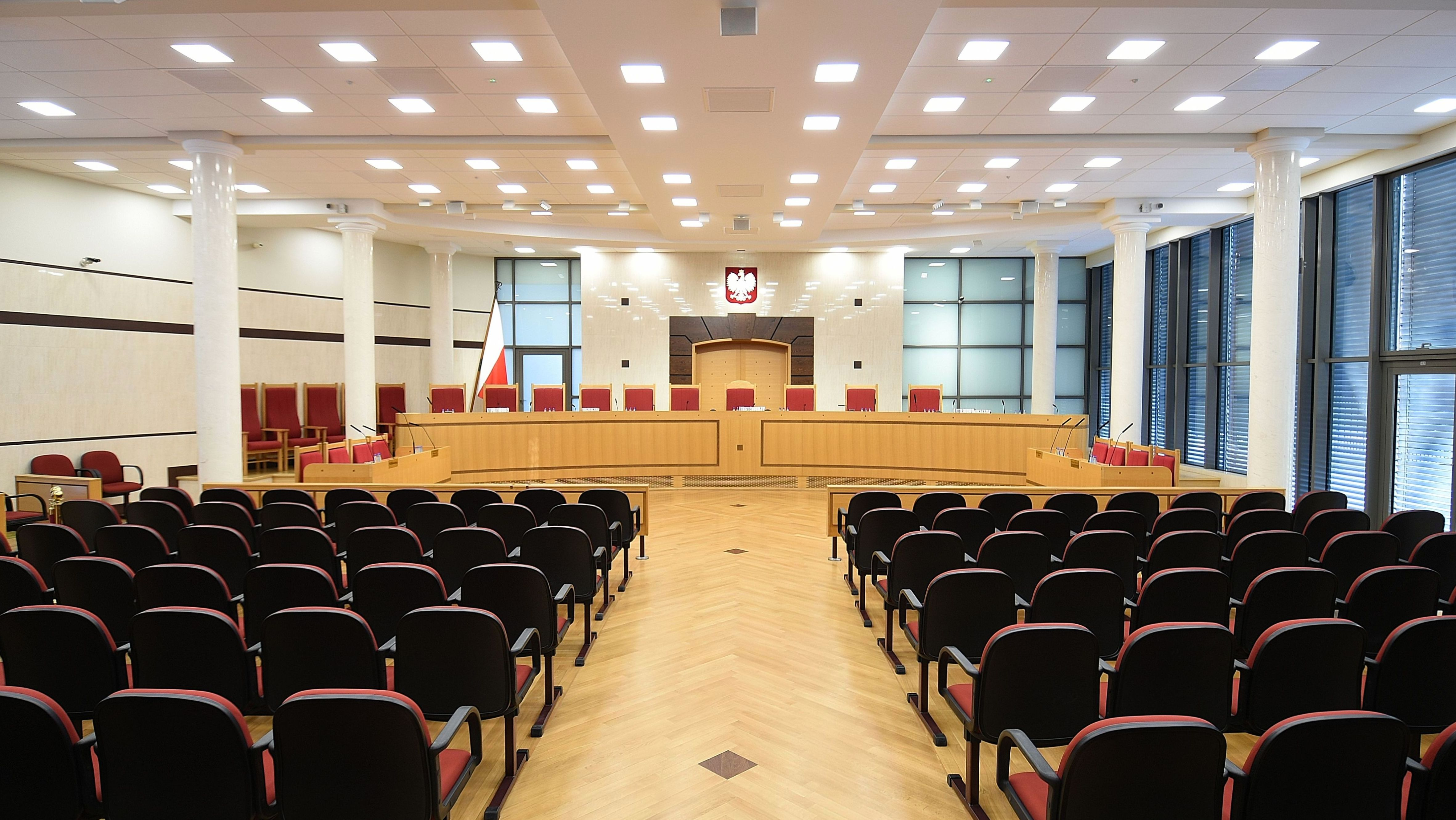
Großer Verhandlungssaal

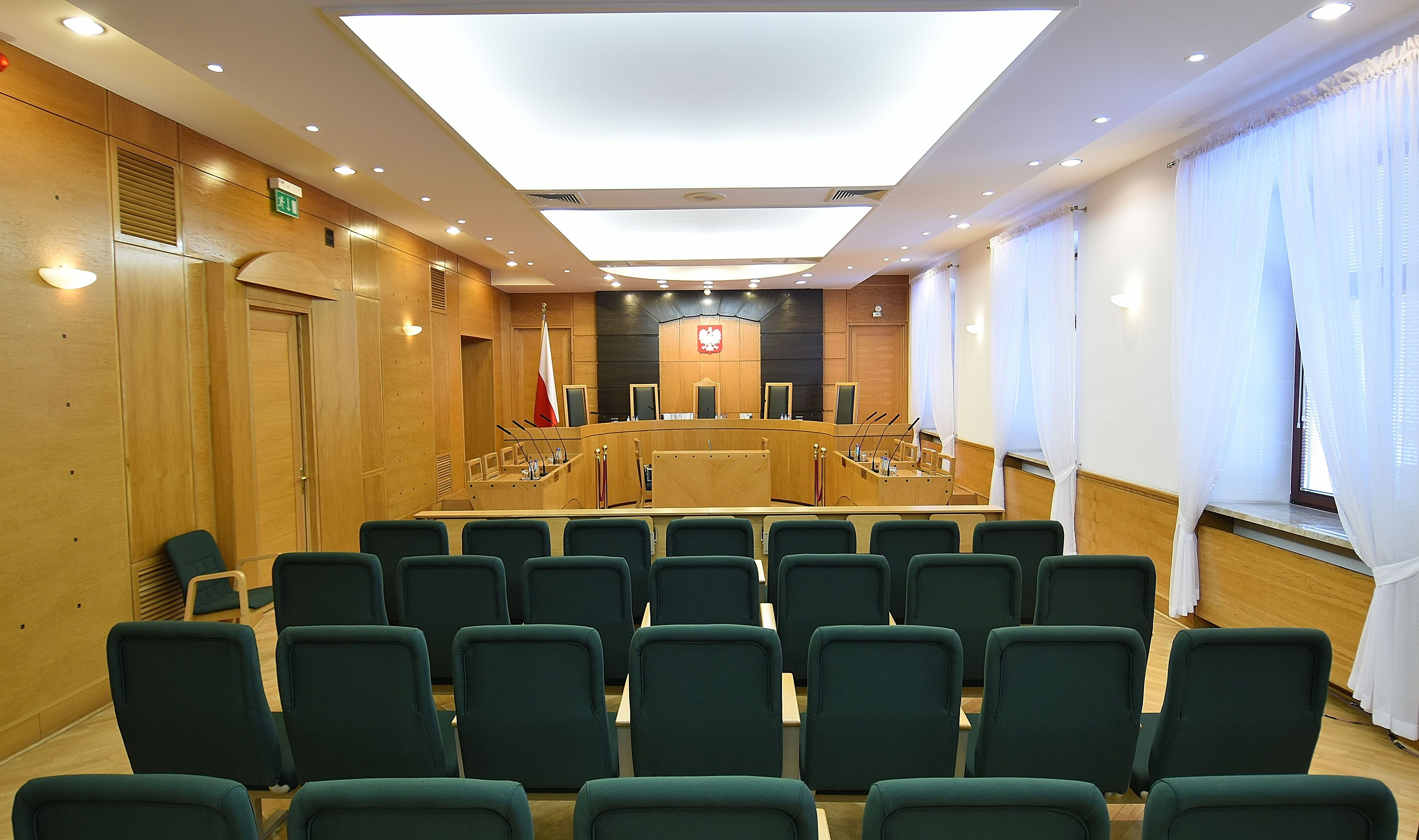
Kleiner Verhandlungssaal

Das Gericht wurde basierend auf dem Gesetz vom 29. April 1985 zum Jahresanfang 1986 gegründet und hat seinen Sitz in Warschau.

## Tätigkeit
Der Verfassungsgerichtshof besteht aus 15 Richtern, die vom Sejm, der sich aus 460 Abgeordneten zusammensetzt, für neun Jahre gewählt werden. Es gilt die absolute Mehrheit (Polen). Eine Wiederwahl ist nicht zulässig.
Der Präsident des Verfassungsgerichtshofes (polnisch: Prezes Trybunału Konstytucyjnego) und seine Stellvertreter werden vom Staatspräsidenten aus den von der Generalversammlung der Richter des Verfassungsgerichtshofs vorgeschlagenen Kandidaten berufen und vereidigt.
Die polnische Verfassung enthält einen Zuständigkeitskatalog für den polnischen Verfassungsgerichtshof in Art. 188, dieser ist nicht abschließend. Er beinhaltet Normenkontrollverfahren (Nr. 1-3), ein Parteiprüfungsverfahren (Nr. 4) und eine Verfassungsbeschwerde (Nr. 5). In Art. 189 der polnischen Verfassung ist ein Streitverfahren geregelt, dass für Kompetenzstreitigkeiten zwischen den Staatsorganen zuständig ist, ähnlich einem Organstreitverfahren nach deutschem Recht (vgl. Art. 93 Abs. 1 Nr. 1 GG). In Art. 193 der polnischen Verfassung ist ein Vorlageverfahren geregelt, dass der konkreten Normenkontrolle in Deutschland ähnelt.
Die Entscheidungen des Verfassungsgerichtshofes sind allgemein bindend und endgültig. Entscheidungen zu Normenkontrollverfahren sind unverzüglich in der amtlichen Veröffentlichung bekannt zu machen, in der der Normativakt veröffentlicht worden ist. Ansonsten sind die Entscheidungen im Amtsblatt (Monitor Polski) zu veröffentlichen. Anders als es in Deutschland üblich ist, werden teilweise nur die Tenores bzw. Leitsätze veröffentlicht.

## Richter

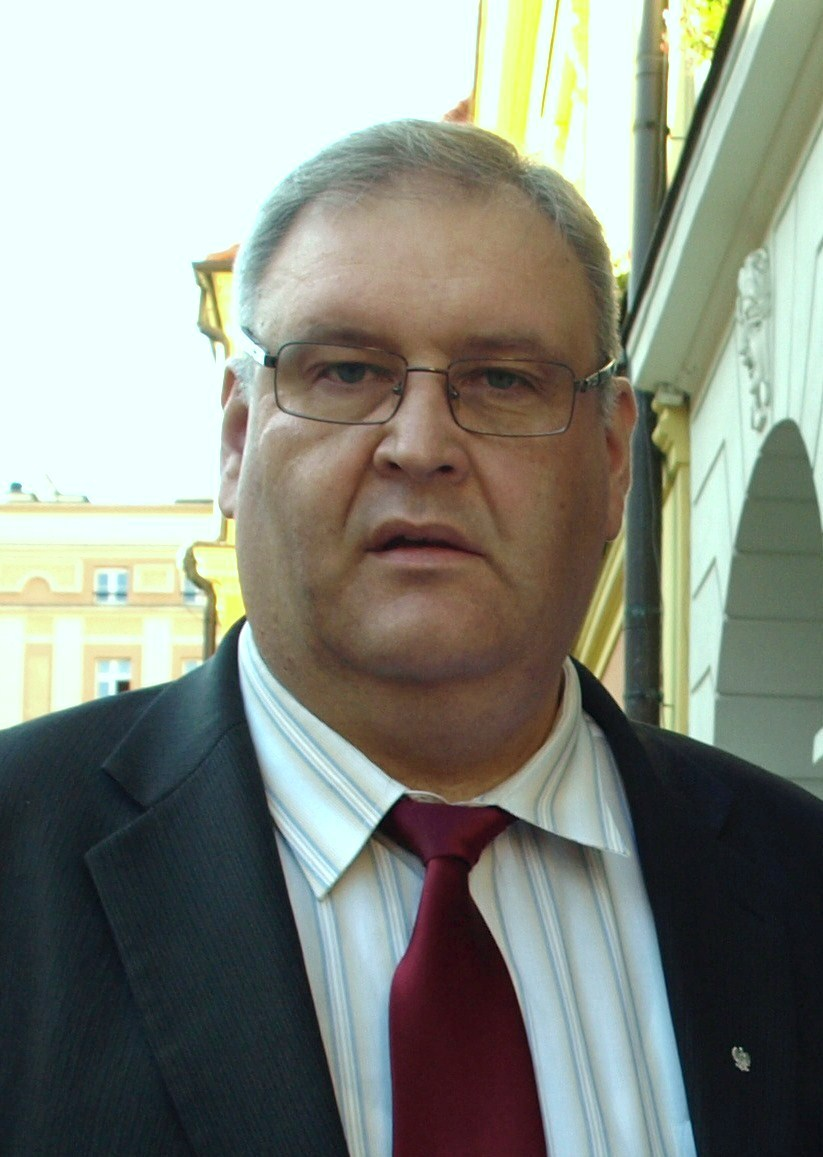
Bogdan Święczkowski

Der Staatspräsident von Polen ernennt die Richter des Verfassungsgerichtshofs auf Antrag des Sejm. Die Amtszeit dauert neun Jahre. Wie alle Richter in Polen genießen die Richter des Verfassungsgerichtshofs strafrechtliche Immunität. Es sind 15 Richterplanstellen vorgesehen. Derzeit sind sie wie folgt besetzt, wobei die Richter vor 2015 von der PO und die Richter nach 2015 von der PiS nominiert wurden:
| Name                                     | Beginn der Amtszeit | Ende der Amtszeit | nominiert von | gewählt von |
| ---------------------------------------- | ------------------- | ----------------- | ------------- | ----------- |
| Bogdan Święczkowski (* 1970) (Präsident) | 9. Dez. 2015        | 9. Dez. 2024      | PiS           | VIII. Sejm  |
| Leon Kieres (* 1948)                     | 23. Juli 2012       | 23. Juli 2021     | PO-PSL-SLD    | VII. Sejm   |
| Mariusz Muszyński (* 1964)               | 2. Dez. 2015        | 2. Dez. 2024      | PiS           | VIII. Sejm  |
| Piotr Pszczółkowski (* 1970)             | 3. Dez. 2015        | 3. Dez. 2024      | PiS           | VIII. Sejm  |
| Zbigniew Jędrzejewski (* 1958)           | 28. Apr. 2016       | 28. Apr. 2025     | PiS           | VIII. Sejm  |
| Michał Warciński (* 1979)                | 20. Dez. 2016       | 20. Dez. 2025     | PiS           | VIII. Sejm  |
| Andrzej Zielonacki (* 1954)              | 28. Juni 2017       | 28. Juni 2026     | PiS           | VIII. Sejm  |
| Justyn Piskorski (* 1971)                | 18. Sep. 2017       | 18. Sep. 2026     | PiS           | VIII. Sejm  |
| Jarosław Wyrembak (* 1967)               | 30. Jan. 2018       | 30. Jan. 2027     | PiS           | VIII. Sejm  |
| Wojciech Sych (* 1963)                   | 8. Apr. 2019        | 8. Apr. 2028      | PiS           | VIII. Sejm  |
| Krystyna Pawłowicz (* 1952)              | 5. Dez. 2019        | 5. Dez. 2028      | PiS           | IX. Sejm    |
| Stanisław Piotrowicz (* 1952)            | 5. Dez. 2019        | 5. Dez. 2028      | PiS           | IX. Sejm    |
| Jakub Stelina (* 1969)                   | 5. Dez. 2019        | 5. Dez. 2028      | PiS           | IX. Sejm    |
| Rafał Wojciechowski (* 1969)             | 7. Jan. 2020        | 7. Jan. 2029      | PiS           | IX. Sejm    |
| Bartłomiej Sochański (* 1959)            | 9. Apr. 2020        | 9. Apr. 2029      | PiS           | IX. Sejm    |

## Organe
Zu den Organen des Gerichts zählen der Erste Gerichtspräsident, sein Stellvertreter und die Generalversammlung der Richter des Verfassungsgerichtshofs.

### Erster Gerichtspräsident
Der Erste Gerichtspräsident und sein Stellvertreter werden vom Staatspräsidenten ernannt. Gegenwärtige Präsidentin ist Julia Przyłębska und ihr Stellvertreter ist Mariusz Muszyński.

### Generalversammlung
Die Generalversammlung besteht aus der Gesamtheit aller amtierenden Verfassungsrichter. Die Richter bilden einzelne Spruchkörper.

## Gebäude
Der Verfassungsgerichtshof war von 1986 bis 1995 im Gebäudekomplex des Sejm und Senats im Haus B untergebracht. Seit 1995 tagt das Gericht im Gebäude des ehemaligen Offizierskasinos der ehemaligen Kadettenschule.

## Budget
Das Budget des Verfassungsgerichtshofs wird im Jahreshaushalt festgelegt. 2018 betrugen die Ausgaben ca. 36 Mio. PLN und die Einnahmen 0,03 Mio. PLN.